# Хвала життю
Хвала життю! — новела українського письменника Михайла Коцюбинського написана у 1912 році.

## Історія створення
В основі твору – враження автора  від зруйнованого землетрусом 1908 року міста Мессіна, яке М. Коцюбинський відвідав навесні 1909 року. У листі дружині він написав:
|  | Яке страшне враження зробив на мене цей город! Все в руїнах, з вулиць зробились гори всякого грузу та каміння… Під руїнами і досі поховано 40 000 людей. Ідуть розкопки… |

По поверненню додому, М. Коцюбинський протягом 1911—1912 років створює цикл «італійських  оповідань»: «Сон», «Хвала життю!», «На острові».
Новела «Хвала життю!» вперше була опублікована у збірці «Біла квітка», видання Полтавського Товариства боротьби з туберкульозом у 1912 році.

## Тема
Темою твору є зображення наслідків землетрусу в італійському місті Мессіна.

## Ідея
Ідея новели закладена в її назві. Це — оспівування життя, яке продовжується незважаючи на смерть та руйнацію.

## Сюжет
Події у новелі відображають враження автора під час відвідування зруйнованої землетрусом Мессіни.
По прибуттю до міста, автор, від імені якого йде оповідання, здивований, що замість очікуваної тиші, він чує крик продавця цибулі. На подив, на цей крик з руїн виходять люди; вулиці продовжують жити. Автор йде містом і бачить чорних, похмурих людей; бачить, як робітники дістають з під завалів тіла загиблих, а за цим наглядає поліцейський. Раптом він відчуває під ногами хитання землі. В його уяві за мить пролітає життя, але все стихає і він продовжує свій шлях містом.
На одній з вулиць, він бачить жваву торгівлю парфумами, що йшла, незважаючи на небезпеку розташованих поруч напівзруйнованих будівель з розхитаними стінами. Жінки слухали промову торговця, який обіцяв їм молодість та красу. І вже не вражали сірі руїни — вдалечині виднілися осяяні сонцем гори та блакитне море.

## Сприйняття
За словами українського літературознавця Сергія Єфремова, М. Коцюбинський написав «нарешті ті твори», у тому числі й новелу «Хвала життю», «якими він себе вкоронував як дозрілий майстер слова».
У 2009 році новелу було перекладено італійською та професор Мессінського університету Д. Макріс зазначив про її культурно-історичну важливість для міста.